# Christophe Paillet
 (janvier 2025).
Si vous disposez d'ouvrages ou d'articles de référence ou si vous connaissez des sites web de qualité traitant du thème abordé ici, merci de compléter l'article en donnant les références utiles à sa vérifiabilité et en les liant à la section « Notes et références ».
Pour les articles homonymes, voir Paillet (homonymie).
Christophe Paillet est un journaliste sportif français né le 12 août 1964 à Poitiers.

## Biographie
Après une licence LEA italien-espagnol, il est diplômé de l'ESJ Paris.
En 1989, après avoir pigé pour But !, France Football, le JDD, il collabore à Auto Plus pendant deux ans.
En 1991, il signe à Eurosport et devient chef d'édition puis responsable du service tennis. En 1998, il est nommé rédacteur en chef du service football d'Eurosport et couvre les Coupes du monde 1998 et 2002 ainsi que l'Euro 2000 et l'Euro 2004.
En 2005, il intègre le groupe TPS en tant que rédacteur en chef de TPS Foot, 1re chaîne 100 % football du PAF.
Après l'arrêt de la chaîne fin 2007, il crée en 2008 la société AP Conseils (conseils en paris sportifs… mais aussi en vins) et devient l'expert en pari sportif d'Aujourd'hui Sport pendant toute la durée de vie du quotidien sportif du Groupe Amaury entre le 3 novembre 2008 et le 30 juin 2009.
En 2009, via AP Conseils, il intègre l'agence RMC Sport en tant que rédacteur en chef et coanimateur de l'émission Les Paris RMC chaque samedi de 10h à 11h30 au côté de Christophe Cessieux (anciennement Vincent Moscato) avec Luis Fernandez, Rolland Courbis et Éric Di Meco ainsi que du mardi au vendredi entre 16h45 et 16h55 sur la radio RMC.
En avril 2012, il doit rejoindre Charles Biétry à beIN Sport pour diriger le service football de la nouvelle chaîne de sport mais accepte finalement la proposition de François Pesenti : la coprésentation de Luis attaque. À la rentrée 2012, Christophe Paillet succède donc à Florian Genton, à l'animation de Luis attaque avec Luis Fernandez sur RMC.
À la rentrée 2013, Christophe Paillet reprend son statut de spécialiste en paris sportifs et arrête les animations de Luis attaque et Larqué Foot.     
En 2024, il crée avec son associé Jérôme Marc, deux sociétés: Vinius20 (achats et ventes de vins pour les restaurateurs) et ViniusVIP (ventes de vins aux particuliers, aux comités d'entreprise, organisation de dégustations).     

## Publications
- 2009 : Loto Foot : 150 systèmes pour gagner, éditions du Rocher, 144 p.  (ISBN 978-2-26806-825-1)
- 2010 : Le quiz des bleus, éditions du Rocher, 152 p.  (ISBN 978-2-26806-945-6)
- 2011 : Secrets de coachs avec Daniel Riolo, éditions Hugo & Compagnie, 256 p.